# Dictator. Il trionfo di Cesare
Dictator: Il trionfo di Cesare è un romanzo storico di Andrea Frediani, ed è il terzo e ultimo capitolo della trilogia che ha come protagonista il più grande condottiero di Roma antica, Giulio Cesare.

## Trama
Nonostante la grande vittoria di Farsalo e la morte di Pompeo, per Cesare la guerra civile non è finita. I suoi oppositori si sono asserragliati in Africa, e da lì preparano la riscossa. Così, dopo aver spazzato via la minaccia del re del Ponto, Farnace, e sedato la rivolta dei soldati, esasperati dai continui rinvii del loro congedo, il dittatore non ha altra scelta che andare ad affrontare i suoi nemici. La campagna africana si rivela durissima, anche perché Cesare è costretto a fare i conti con il suo stesso declino: la resistenza degli avversari, infatti, mette a nudo i limiti del suo comando, ormai logorato da anni di guerra e di lotte. Ancora una volta, tuttavia, grazie alla sua buona stella e soprattutto al concreto aiuto di chi lo sostiene – dal fedele germano Ortwin ai suoi luogotenenti più segreti –, il dittatore riesce a vincere la guerra, eliminare gran parte degli oppositori e tornare a Roma da trionfatore. Eppure, qualche nemico ancora sopravvive… Ed è in Spagna che avviene la resa dei conti tra il dittatore e chi ancora rifiuta di accettare il suo potere.

Nell'ultima, drammatica battaglia, giunge a conclusione la saga di Cesare e Tito Labieno, e si compiono i destini di Pompeo il Giovane, di Quinto Labieno, figlio di Tito, e dei germani Ortwin e Veleda.

## Edizioni
- Andrea Frediani, Dictator. Il trionfo di Cesare, Newton Compton Editori, 21 ottobre 2010,  p. 349, ISBN 978-88-541-2219-2.